# Årets möbel

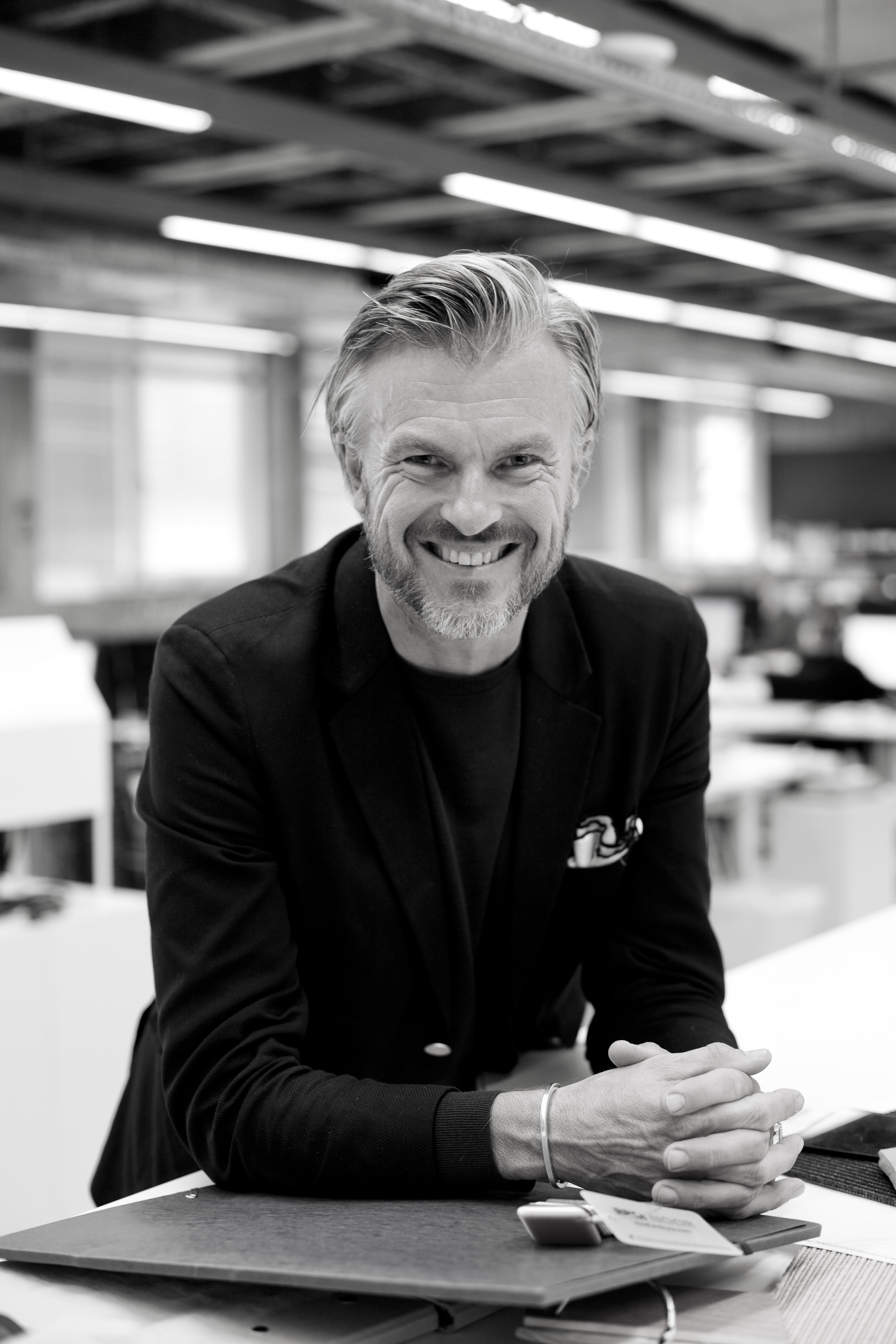
Thomas Sandell, pristagare 2015

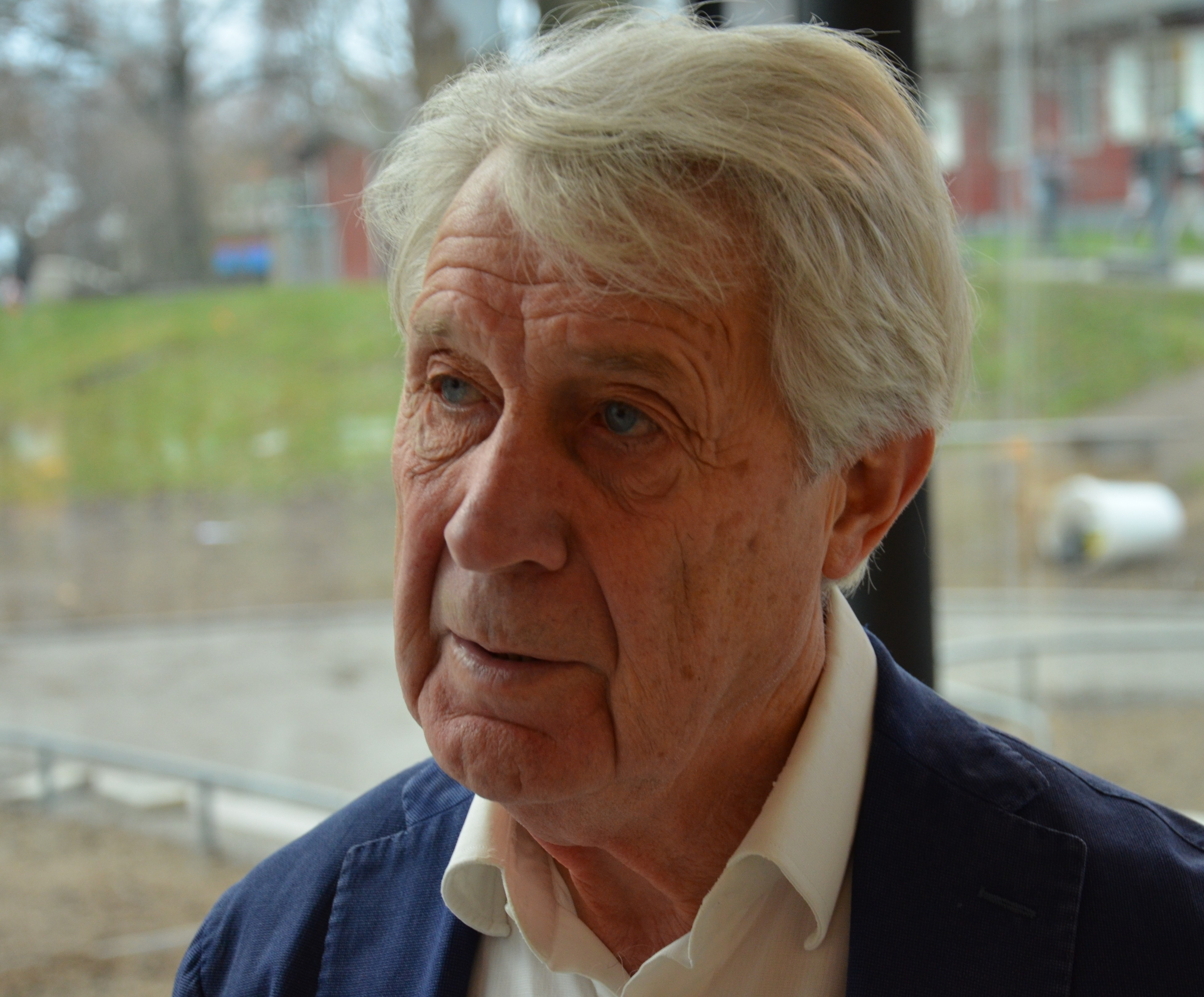
Åke Axelsson, pristagare 1999

Årets möbel är ett svenskt formgivningspris, som utdelas av tidskriften Sköna hem sedan 1993.

## Pristagare
- 1993 Johan Hellström för bokhylla Kubik
- 1994 Morten Kjelstrup och Allan Østgaard för barnmöbelserie Mammut
- 1995 Björn Dahlström för Liten fåtölj
- 1996 Jan Schedin för bord- och bänkserie J S
- 1997 Anki Gneib för den lilla hyllan Squeeze
- 1998 Jonas Bohlin för kollektion Liv
- 1999 Åke Axelsson för stol Anselm
- 2000 Mats Theselius för stol Ambassad
- 2001 Jonas Lindvall för stol Oak
- 2002 Boris Berlin och Poul Christiansen för stol Non
- 2003 Per Sundstedt för gungpall Ving
- 2004 Stefan Borselius och Fredrik Mattson för stol Sting
- 2005 Thomas Bernstrand för bord Uddabo
- 2006 Peter Andersson för stol Tilt
- 2007 Peter Cohen för hylla Cell
- 2008 Inga Sempé för bord La Chapelle
- 2009 Anna von Schewen för stol Twist
- 2010 Katrin Greiling för ottoman Bidoun
- 2011 Staffan Holm för pall Spin
- 2012 Mats Broberg och Johan Ridderstråle för kollektion Tati
- 2013 Fredrik Färg och Emma Marga Blanche för fåtölj Emma
- 2014 Gustav Person för bord Spänna
- 2015 Thomas Sandell och Pierre Sindre för fåtölj Chester
- 2016 Emma Olbers för bord Landala
- 2017 Gabriella Gustafson och Mattias Ståhlbom för soffan Bleck
- 2018 Anya Sebton & Eva Lilja Löwenhielm för möbelserie Palais
- 2019 Lisa Hilland för skåp Anno
- 2020 David Ericsson för stolen Oona
- 2021 Gunilla Allard, Kristoffer Fagerström och Joel Fjällström för fåtöljen Sunny
- 2022 Monica Förster för pallen Unity
- 2023 Anna Kraitz för bordet/strykbrädan Cinderella